# Xã Wheeler, Quận Washington, Arkansas
Xã Wheeler (tiếng Anh: Wheeler Township) là một xã thuộc quận Washington, tiểu bang Arkansas, Hoa Kỳ. Năm 2010, dân số của xã này là 1.398 người.